# 阿瓜斯杜尔塞斯
阿瓜斯杜尔塞斯是乌拉圭的一个度假胜地，位于罗恰省卡斯蒂约斯市。

## 地理
阿瓜斯杜尔塞斯位于乌拉圭10号国道东段的起始点以及16号国道南段的终点。该地东临大西洋，西北距卡斯蒂约斯11（6.8英里），西南距首都蒙得维的亚约230（140英里）。

## 人口
阿瓜斯杜尔塞斯在2011年时总计人口为417，建有1596栋住宅。
| 年份 | 人口 | 住宅  |
| ---- | ---- | ----- |
| 1963 | 74   | 562   |
| 1975 | 120  | 1,027 |
| 1985 | 145  | 989   |
| 1996 | 247  | 1,183 |
| 2004 | 409  | 1,437 |
| 2011 | 417  | 1,596 |

来源：乌拉圭国家体育学院